# Área metropolitana de Jacksonville (Carolina del Norte)
El Área Estadística Metropolitana de Jacksonville, NC MSA, como la denomina la Oficina del Censo de los Estados Unidos, es un Área Estadística Metropolitana centrada en la ciudad homónima, que solo abarca el condado de Onslow en el estado de Carolina del Norte, Estados Unidos. Su población según el censo de 2010 es de 177.772 de habitantes, convirtiéndola en la 227.º área metropolitana más poblada de los Estados Unidos.

## Comunidades del área metropolitana
- Greenville (ciudad principal o núcleo)
- Half Moon
- Holly Ridge
- Jacksonville
- North Topsail Beach
- Piney Green
- Pumpkin Center
- Richlands
- Sneads Ferry
- Swansboro